# Izabella Sierakowska

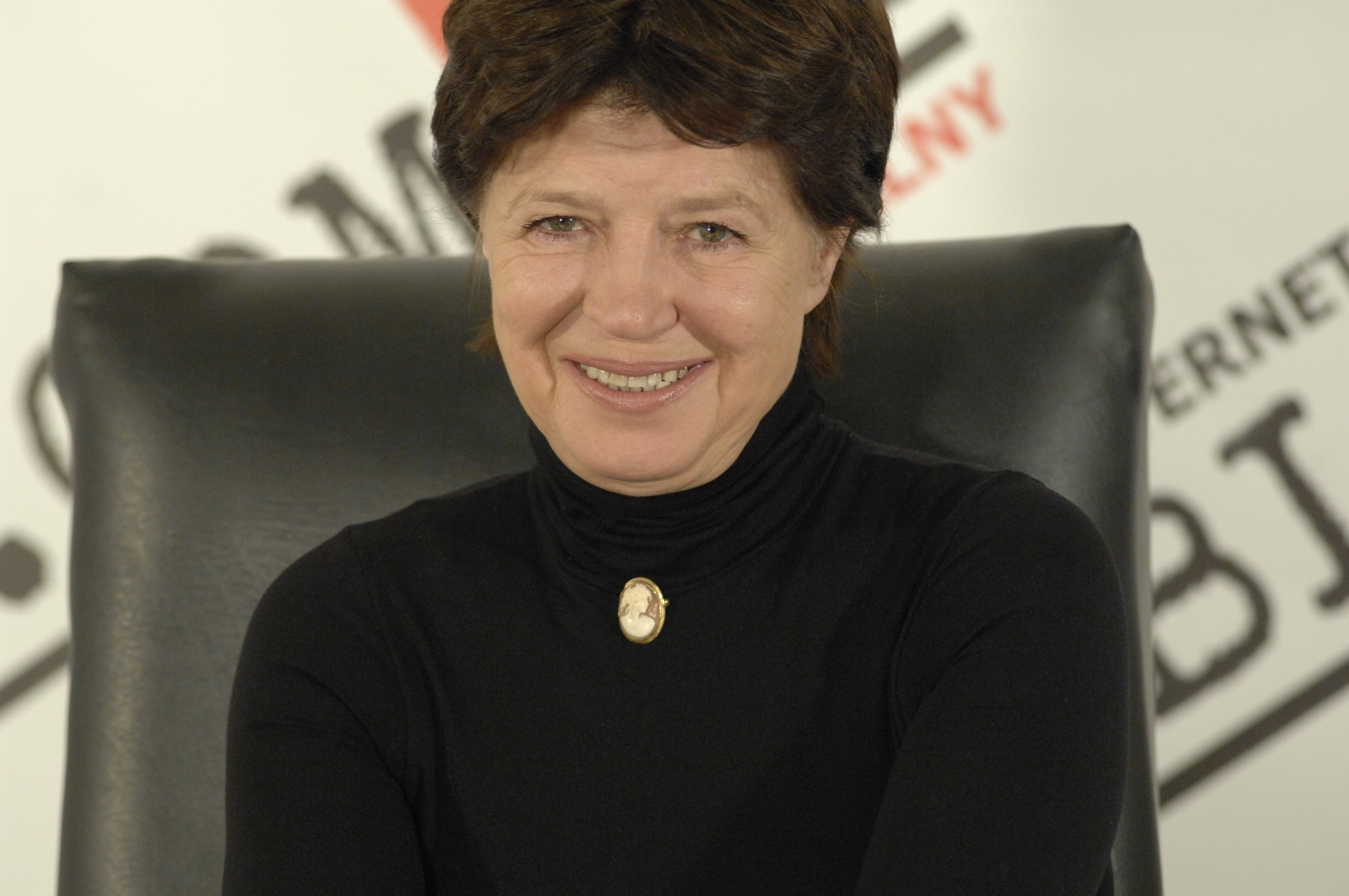
Izabella Sierakowska (2010)

Izabella Antonina Sierakowska (* 22. September 1946 in Góra Śląska als Izabella Antonina Kruszyńska; † 31. März 2021) war eine polnische Politikerin (PZPR, SLD, SdPl) und Abgeordnete des Sejm von 1989 bis 2011 in der X.Wahlperiode (PRL), sowie der I., II., III., IV. und VI. Wahlperiode (Dritte Republik).

## Leben und Beruf
Sierakowska beendete 1970 ihr Studium an der Fakultät für Russische Philologie der Pädagogischen Hochschule in Rzeszów. Anschließend absolvierte sie ein Aufbaustudium der russischen Literatur an der Lomonossow-Universität Moskau und der Bildungsorganisation an der Universität Kiew. Von 1970 bis 1972 arbeitete sie als Lehrerin an der Berufsschule für Automobiltechnik in Rzeszów und anschließend bis 1997 an einer Mittelschule in Lublin. Von 1970 bis 2001 war sie Mitglied der Polnischen Lehrergewerkschaft.
Sierakowska war verheiratet und hatte zwei Kinder. Sie starb an Krebs und wurde in Lublin bestattet.

## Beruf
1980 trat sie in die Polnische Vereinigte Arbeiterpartei (PZPR) ein. Von 1982 bis 1989 war sie Vorsitzende des Gemeinderats von Rzeszów. 1987 wurde sie Delegierte des X. Parteitags der PZPR. Bei den Wahlen zum Vertragssejm 1989 wurde sie über die Liste der PZPR gewählt. 1991, 1993, 1997 und 2001 errang sie über die Liste des Sojusz Lewicy Demokratycznej (Bund der Demokratischen Linken – SLD) jeweils ein Abgeordnetenmandat im Sejm. Sie gehörte der Socjaldemokracja Rzeczypospolitej Polskiej (SdRP) an und war seit 1999 Mitglied des SLD. 2004 trat sie der neu gegründeten Partei Socjaldemokracja Polska (SdPl). Im Sejm der IV. Wahlperiode erfüllte sie die Aufgabe der stellvertretenden Vorsitzenden der Kommission für Verteidigung sowie Mitglied der Kommission für Gesundheitspolitik. 1996 war sie Mitautorin des Gesetzes zur Liberalisierung des Rechts zum Schwangerschaftsabbruch. Da die Sozialdemokraten 2005 mit 3,9 % der Stimmen an der Sperrklausel scheiterten, schied sie aus dem Sejm aus. Bei den Selbstverwaltungswahlen 2006 kandidierte sie für das Amt des Stadtpräsidenten von Lublin, unterlag aber Adam Wasilewski, dem Kandidaten der Platforma Obywatelska. Sie wurde aber in den Woiwodschaftssejmik der Woiwodschaft Lublin gewählt.
Bei den Parlamentswahlen 2007 wurde sie für den Wahlkreis Lublin erneut mit 24.870 Stimmen Abgeordnete, diesmal von der Liste des Wahlbündnis Lewica i Demokraci (LiD), an dem sich die SdPl beteiligte. Sie war Mitglied der Sejm Kommission für Verteidigung sowie Umweltschutz. Am 22. April 2008 wurde sie Mitglied der neu gegründeten Fraktion SdPl-Nowa Lewica. Bei der Europawahl 2009 scheiterte ihre Liste „Porozumienie dla Przyszłości – CentroLewica“ an der Sperrklausel. Bei den Selbstverwaltungswahlen 2010 kandidierte sie wiederum für das Amt des Stadtpräsidenten von Lublin, unterlag aber erneut. 2011 kandidierte sie erfolglos für den Senat der Republik Polen. Bei den Selbstverwaltungswahlen 2014 bewarb sie sich für die SLD vergeblich um ein Mandat im Sejmik der Woiwodschaft Lublin.

## Ehrungen
- 1986 Silbernes Verdienstkreuz der Republik Polen
- 2021 Offizierskreuz des Ordens Polonia Restituta (postum)[13]